# Проскуров, Василий Фёдорович
Валерий Фёдорович Проскуров (25 августа 1926, д. Негатино, Дубровенский район, Витебская область — 22 мая 1987, Ганцевичи) — белорусский публицист, прозаик. Заслуженный деятель культуры БССР (1968).

## Биография
Родился 25 августа 1926 года в деревне Негатино Дубровенского района. Окончил Сватошицкую неполную среднюю школу. В 1945 году призван в ряды Советской Армии. Свыше 5 лет служил в Центральной группе войск в Венгрии, Германии, Австрии. До демобилизации в 1950 году был корреспондентом армейской газеты «За честь Родины».
По приглашению старшей сестры перебрался в г. Ганцевичи, где устроился в местный райпотребсоюз. Окончил среднюю школу рабочей молодёжи, экстерном окончил Брестскую торгово-кооперационную школу. Возглавлял Ганцевичский райпотребсоюз. Затем 4 года работал в Ляховичской районной газете «Будаўнік камунізму». В 1964 году окончил заочное отделение факультета журналистики БГУ. С 1966 года редактор газеты «Савецкае Палессе».
Член Союза писателей БССР с 1987 года.
Скончался 22 мая 1987 года в г. Ганцевичи.

## Личная жизнь
Женат, 4 дочери.

## Публицистика и проза
Сборники
- «Святая сівізна» (1966)
- «Трое з-за Лані» (1967)
- «Людзі-суседзі» (1974)
- «Пакажы чалавеку дарогу» (1979)
- «Пакланіся зямлі-карміцельцы» (1982)
- «Чорны хлеб» (1984)
- «Наўсцяж вясковай вуліцы» (1995)

## Награды
- Заслуженный деятель культуры БССР (1968)
- Почётная грамота Президиума Верховного Совета БССР
- Лауреат Государственной премии БССР имени П. М. Лепешинского (1989)[1]

## Память
- В г. Ганцевичи на доме, где он жил, и на здании, где располагалась редакция газеты, в которой он работал, размещены мемориальные доски.
- Его именем названа улица в Ганцевичах, где он проживал.
- Его имя носит центральная районная библиотека в Ганцевичах.
- В Ганцевичах на Аллее письменности на памятном знаке, выполненном в форме свитка, указаны имена знаменитых писателей и поэтов Ганцевичского края, одно из которых имя В. Ф. Проскурова.